# Euphylidorea caudifera
Euphylidorea caudifera là một loài ruồi trong họ Limoniidae. Chúng phân bố ở miền Tân bắc.